# ميدالية ماكس بلانك
ميدالية ماكس بلانك (بالألمانية: Max-Planck-Medaille) هي جائزة تُمنح لأصحاب الإنجازات الاستثنائية في مجال الفيزياء النظرية، وتقدم سنويًا من الجمعية الفيزيائية الألمانية (بالألمانية: Deutsche Physikalische Gesellschaft)، وهي أكبر منظمة للفيزيائيين في العالم. يُمنح الفائز ميدالية ذهبية وشهادة مكتوبة بخط اليد.

## قائمة الحاصلين عليها
| - 1929: ماكس بلانك وألبرت أينشتين - 1930: نيلس بور - 1931: أرنولد سومرفيلد - 1932: ماكس فون لاوه - 1933: فيرنر هايزنبيرغ - 1934 ـ 1936: حجبت - 1937: إرفين شرودنغر - 1938: لويس دي بروي - 1939 ـ 1941: حجبت - 1942: باسكوال جوردان - 1943: فريدريش هوند - 1944: فالتر كوسل - 1945 ـ 1947: حجبت - 1948: ماكس بورن - 1949: أوتو هان وليزه مايتنر - 1950: بيتر ديباي - 1951: جيمس فرانك وغوستاف هرتس - 1952: بول ديراك - 1953: فالتر بوته - 1954: إنريكو فيرمي - 1955: هانز بيته - 1956: فيكتور فايسكوف - 1957: كارل فريدريش فون فايساكر - 1958: فولفغانغ باولي - 1959: أوسكار كلاين - 1960: ليف لانداو - 1961: يوجين ويغنر - 1962: رالف كرونيغ - 1963: رودلف بايرلس - 1964: صمويل جودسميت وجورج أولنبيك - 1965: حجبت - 1966: غيرهارد لويدرز - 1967: هاري ليمان - 1968: فالتر هايتلر - 1969: فريمان دايسون - 1970: رودلف هاغ - 1971: حجبت - 1972: هربرت فروليش - 1973: نيكولاي بوغولوبوف - 1974: ليون فان هوفه - 1975: غريغور فينتزل - 1976: إرنست شتويكلبرغ | - 1977: فالتر تيرنغ - 1978: باول بيتر إيفالد - 1979: ماركوس فييرز - 1980: حجبت - 1981: كورت سيمانزيك - 1982: هانس-أرفيد فايدنمولر - 1983: نيكولاس كريمر - 1984: ريس يوست - 1985: يويتشيرو نامبو - 1986: فرانتس فيغنر - 1987: يوليوس فيس - 1988: فالنتين بيرغمان - 1989: برونو تسومينو - 1990: هيرمان هاكن - 1991: فولفهارت تسيمرمان - 1992: إليوت ليب - 1993: كورت بيندر - 1994: هانس-يورغن بورشرز - 1995: زيغفريد غروسمان - 1996: لودفيغ فادييف - 1997: جيرالد براون - 1998: ريموند ستورا - 1999: بيير هوهنبرغ - 2000: مارتن لوشر - 2001: يورغ فروليش - 2002: يورغن إيلرز - 2003: مارتن غوتزفيلر - 2004: كلاوس هيب - 2005: بيتر تسولر - 2006: فولفغانغ غوتزه - 2007: جويل ليبوفيتز - 2008: ديتلف بوخولتز - 2009: روبرت غراهام - 2010: ديتر فولهارت - 2011: جورجيو باريزي - 2012: مارتن تسيرنباور - 2013: فيرنر نام - 2014: دافيد رويل - 2015: فياتشسلاف موخانوف - 2016: هربرت فاغنر - 2017: هربرت سبون - 2018: خوان أجناسيو سيراك - 2019: ديتليف لوهس - 2020: اندرزيج بوراس - 2021: ألكسندر ماركوفيتش بولياكوف - 2022: آنيت زيبيليوس - 2023: راشد سنييف |

## وصلات خارجية
- ميدالية ماكس بلانك (بالألمانية)